# Warren De La Rue
Warren De la Rue (Guernsey, 18 de janeiro de 1815 — Londres, 19 de abril de 1889) foi um astrônomo e químico britânico.
Foi pioneiro da fotografia astronômica.

## Condecorações e prêmios
- 1862 Medalha de Ouro da Royal Astronomical Society[1]
- 1864 Medalha Real
- Cratera lunar De La Rue